# Jim Mullen (pilote automobile)
Pour les personnes ayant le même patronyme, voir Mullen.
 (juin 2023).
Si vous disposez d'ouvrages ou d'articles de référence ou si vous connaissez des sites web de qualité traitant du thème abordé ici, merci de compléter l'article en donnant les références utiles à sa vérifiabilité et en les liant à la section « Notes et références ».
Pas d'image ? Cliquez ici
Jim Mullen, né James X. Mullen le 28 mai 1940, est un pilote automobile américain,.

## Biographie
Jim Mullen commence la compétition en tant que sérieux navigateur sur voiliers offshore. En 1975, il passe au sport automobile grâce à sa passion pour les voitures de course des années 1950 et 1960. Après cinq ans en Barber Formule Ford et des courses vintage avec une Cooper de Formule 2, Bob Akin, le pilote en VSCCA, lui suggère de se lancer en championnat IMSA. Jim Mullen commence au volant d'une Mazda GTU avant d'acheter la superbe Mazda RX-7 de Brad Friselle le jour où le constructeur japonais embauche Dave Kent afin préparer deux voitures pour les 24 Heures de Daytona. Comme Dave Kent ne pouvait préparer qu'une seule voiture, Jim Mullen et sa Mazda sont élevés au sein de l'équipe d'usine. 
En 1982, Mullen remporte sa première victoire en IMSA à Riverside avec Jim Cook. 
En 1983, il rejoint Wayne Baker pour partager une Porsche 934 GTO et remporte cinq victoires de classe ainsi que les 12 Heures de Sebring au classement général, la seule fois dans l'histoire de l'IMSA qu'une voiture GTO l'emporte sur les meilleures classes GTX et GTP. Cette année là, Jim Mullen termine la saison un point derrière le champion GTO Wayne Baker. 
Aux 24 Heures du Mans 1984, Jim Mullen a pilote une Rondeau M482-Ford Cosworth Groupe C, qu'il partage avec le Français Alain Ferté et son compatriote Walt Bohren, et termine à la treizième place. Il fait ensuite équipe avec Chet Vincentz dans sa Porsche 934 et remporte quatre autres victoires de classe sur sept épreuves engagées. 
En 1985, Jim rejoint Bob Akin et Hans Stuck au volant de la Porsche 962 Coca-Cola, et plus tard, d'autres concurrents en GTP.
Jim Mullen effectue des relais dans d'autres voitures GTP, avec John Kalagian comme meilleur et dernier équipier en 1986 au volant d'une March-Buick. Hélas, cette aventure s'est terminée par l'accident de John Kalagian à Riverside. 
Mullen revient dans des courses historiques en 1996 avec une Chevron B19 puis avec une Spice-Cosworth GTP/Groupe C pour les saisons 1998 et 1999. Sa dernière voiture de course est une Spice-Chevrolet GTP de 1992 avec laquelle il s'engage dans des courses en Amérique et en Europe pendant les huit années suivantes. 
Jim Mullen prend sa retraite de pilote automobile à la fin de la saison 2007.